# Storbritanniens damlandslag i volleyboll
Storbritanniens damlandslag i volleyboll (engelska: Great Britain women's national volleyball team) representerar Storbritannien i volleyboll på damsidan. Laget återskapades 2006 då Fédération Internationale de Volleyball beslutat att upphöra med Home Nations-konceptet med enskilda landslaglag från Skottland, Nordirland och England inför 2012 års olympiska turnering. I turneringen fick man först stryk med 0–3 mot Ryssland, men tog sedan sin första vinst i en olympisk match, då man besegrade Algeriet med 3–2, ett lag rankat 53 platser före brittiskorna.

### Fotnoter
1. ↑  ”2009 European League” (på engelska). Confédération Européenne de Volleyball. https://www-old.cev.eu/Competition-Area/competition.aspx?ID=442&PID=-2. Läst 21 mars 2023.
2. 1 2 3  ”CEV:s databas”. https://www-old.cev.eu/Competition-Area/CompetitionTeamDetails.aspx?TeamID=322.
3. ↑  ”2010 CEV European League - Women” (på engelska). Confédération Européenne de Volleyball. https://www-old.cev.eu/Competition-Area/competition.aspx?ID=18&PID=-2. Läst 21 mars 2023.
4. ↑  ”Olympedia”. https://www.olympedia.org/results/329046.
5. ↑  ”Dr Lorne Sawula” (på engelska). Alberta Sports Hall of Fame and Museum. https://www.youtube.com/watch?v=Zm2imRjU3PI. Läst 4 november 2023.
6. ↑  Senaste tillfället då någon kontrollerade att de inmatade tabelluppgifterna stämmer. Uppgifter kan ha matats in senare utan att kontrolleras av någon annan
7. ↑  ”GB Volleyball”. britishvolleyball.org. Arkiverad från originalet den 20 mars 2009. https://web.archive.org/web/20090320153904/http://britishvolleyball.org/.